# Кочемли
Кочемли — деревня в Кашинском городском округе Тверской области России. 

## География
Деревня находится в 40 км на запад от города Кашина.

## История
Местность на границе Кашинского удельного княжества и Бежецкого Верха под названием «Городок Кочемль» известна с XV века. 
В XVII-XVIII вв. село Кочемль на прудце - владельческое село, центр Кочемского стана Кашинского уезда. В 1619 г. оно было пожаловано в вотчину кашинцу Борису Иванову сыну Тютчеву в награду за участие в обороне Москвы при царе Василии Шуйском. В 1620-х гг. в селе имелась ветхая церковь Архистратига Михаила. 
В 1799 году в селе была построена каменная Смоленская церковь с 3 престолами, метрические книги с 1780 года. 
В конце XIX — начале XX века село входило в состав Матвеевской волости Кашинского уезда Тверской губернии. 
С 1929 года деревня являлась центром Кочмельского сельсовета Кашинского района Кимрского округа Московской области, с 1935 года — в составе Калининской области, с 1994 года — в составе Власьевского сельского округа, с 2005 года — в составе Уницкого сельского поселения, с 2018 года — в составе Кашинского городского округа.

## Население
| 1859 | 1889 | 2002 | 2010 |
| ---- | ---- | ---- | ---- |
| 488  | ↘479 | ↘35  | ↘15  |

## Достопримечательности
В деревне расположена недействующая Церковь Смоленской иконы Божией Матери (1799).